# Eleccions al Parlament Europeu de 2019 (Itàlia)
Les eleccions al Parlament Europeu de 2019 a Itàlia es van celebrar el diumenge 26 de maig de 2014. En aquestes es van escollir els 73 eurodiputats italians de la IX legislatura del Parlament Europeu. El nombre d'eurodiputats va augmentar a 76 després de concretar-se la sortida del Regne Unit de la Unió Europea.
L'afluència a les urnes ha experimentat una disminució respecte a les anteriors eleccions europees, quedant-se en el 54,5%.
En concomitància amb les eleccions europees, també s'ha votat per les eleccions administratives, les eleccions regionals del Piemont i les eleccions supletòries per la Cambra dels Diputats en dos districtes uninominals del Trentino - Tirol del Sud.

## Sistema electoral
El sistema electoral empleat és de caràcter proporcional, i està regulat per la llei electoral italiana per al Parlament Europeu del 1979, modificada el 2009 amb la introducció de una barrera electoral al 4%, i el 2014 per introduir els vots de preferència. Tot el territori nacional constitueix un únic districte dividit en cinc circumscripcions plurinominals, a cadascuna de les quals se li assigna un nombre variable de escons porcional a la població resultant de l'últim cens de població.
En primer lloc, els escons es reparteixen entre les llistes en el marc del districte únic nacional sobre la base de la suma dels vots que han obtingut a les circumscripcions. Només accedeixen a la distribució les llistes que hagin obtingut com a mínim el 4% dels vots vàlids. En derogació d'aquest llindar, les llistes de les minories lingüístiques poden unir-se a una altra llista d'àmbit nacional i, en aquest cas, la llista de la minoria lingüística suma els seus vots als de la llista nacional, obtenint un escon si almenys un dels seus candidats obté com a mínim 50.000 vots. La distribució dels escons entre les llistes es realitza amb el mètode Hare-Niemeyer dels quocients naturals i dels més alts residus.
La llei preveu la possibilitat d'expressar el vot de preferència. De fet, cada elector pot indicar fins a tres candidats de la llista de la circumscripció votada. Per reforçar la representació de gènere, la segona i la tercera preferència s'anul·len si l'elector indica tres candidats del mateix sexe.
Com que no està previst el vot per correu, els ciutadans italians residents a l'estranger poden participar en les eleccions del Parlament Europeu amb tres modalitats alternatives:
1. Anar a Itàlia al municipi on estan inscrits.
2. Anar al consulat italià de competència: en aquest cas, se li entrega a l'elector la papereta d'una de les cinc circumscripcions electorals.
3. Optar per votar la papereta nacional del país europeu on es troben (en aquest cas, han de formalitzar la sol·licitud per ser inclosos a la llista del municipi estranger de residència).

### Circumscripcions

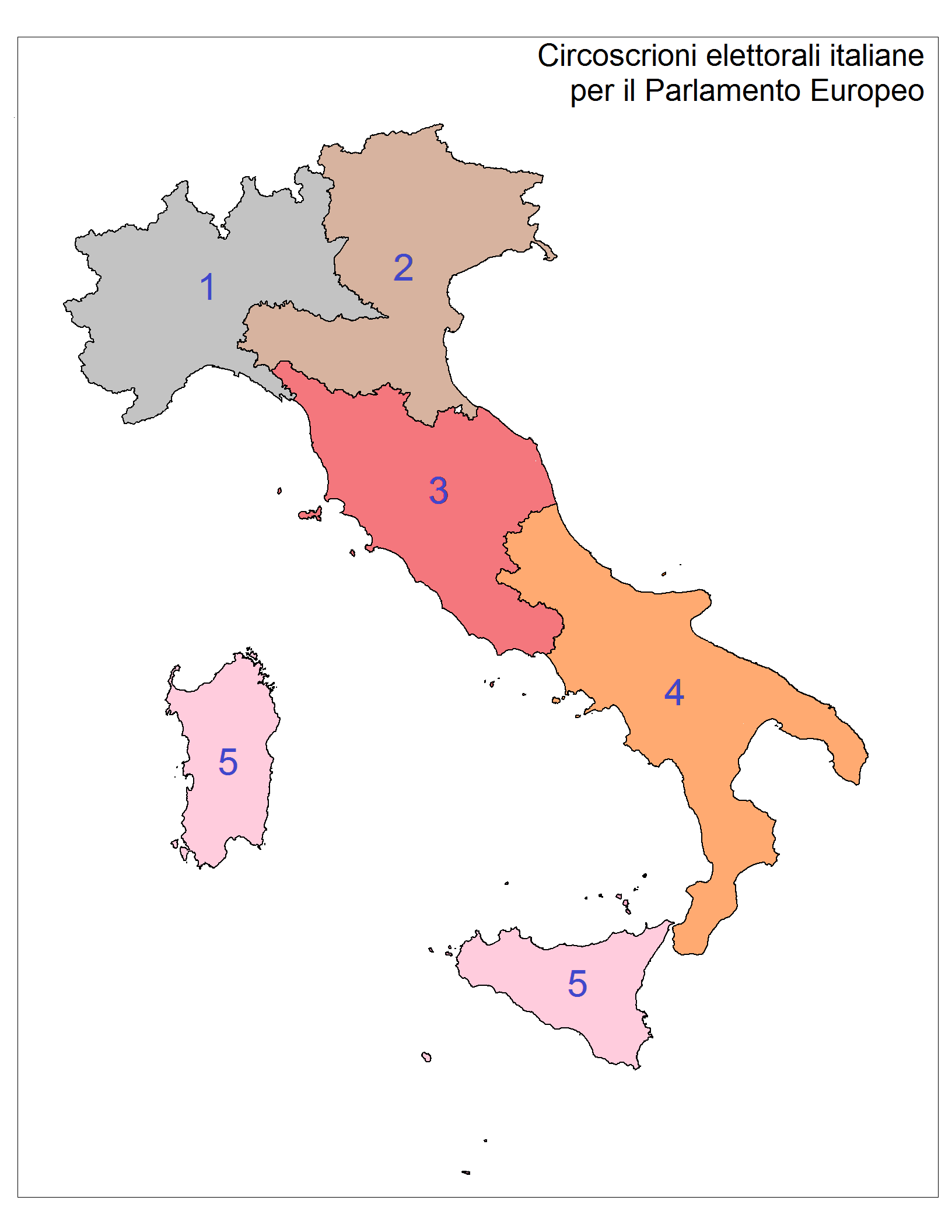
Les circumscripcions italianes per a les eleccions europees

El territori nacional està subdividit en cinc circumscripcions plurinominals de la següent manera:
| I   | Itàlia nord-occidental (Vall d'Aosta, Piemont, Ligúria, Llombardia)                            | gris     | 20 | 9 | 5 | 2 | 2 | 2 | 0 |
| II  | Itàlia nord-oriental (Trentino - Tirol del Sud, Vèneto, Friül - Venècia Júlia, Emília-Romanya) | marró    | 15 | 7 | 4 | 2 | 0 | 1 | 1 |
| III | Itàlia central (Toscana, Úmbria, Marques, Laci)                                                | vermella | 15 | 6 | 4 | 2 | 2 | 1 | 0 |
| IV  | Itàlia meridional (Abruços, Molise, Campània, Pulla, Basilicata, Calàbria)                     | taronja  | 18 | 5 | 4 | 6 | 2 | 1 | 0 |
| V   | Itàlia insular (Sicília, Sardenya)                                                             | rosa     | 8  | 2 | 2 | 2 | 1 | 1 | 0 |

## Llistes electorals acceptates
El 7 i 8 d'abril es van presentar davant del Ministeri de l'Interior els distintius electorals i el 16 i 17 d'abril les llistes de candidats per circumscripció.
S'han acceptat divuit llistes, tres de les quals (Partit Popular del Tirol del Sud, Autonomies per Europa i Partit Pensament i Acció) han presentat els seus candidats només en algunes circumscripcions.
| Llistes acceptates                                     | Llistes acceptates | Grup polític europeu d'afiliació (en la legislatura anterior) | Escons abans de la votació |
| ------------------------------------------------------ | --- | ------------------------------------------------------------- | -------------------------- |
|                                                        | Partit Democràtic - Som Europeus (PD-SE) Comprende membres de Article U, Camp Progressista, Democràcia Solidària                 | Aliança Progressista de Socialistes i Demòcrates (S&D)        | 29                         |
|                                                        | Força Itàlia (FI) Comprende membres de CP, DC, EpI, IDeA, Italia Madre, MpA, SV, NPSI, PP e UdC                                  | Grup del Partit Popular Europeu (PPE)                         | 11                         |
|                                                        | Moviment 5 Estrelles (M5S) | Europa de la Llibertat i la Democràcia Directa (EFDD)         | 11                         |
|                                                        | Lega per Salvini premier (LSP) Comprende membres del Partit Sard d'Acció e PLI                                                   | Europa de les Nacions i de les Llibertats (ENF)               | 6                          |
|                                                        | Germans d'Itàlia (FdI) Comprende membres de L'Alto Adige nel Cuore, DI e MNS                                                     | Conservadors i Reformistes Europeus (ECR)                     | 5                          |
|                                                        | L'Esquerra (LS) Comprende membres de L'Altra Europa, Convergència Socialista, èViva, Partit del Sud, PRC, SI e Transform! Italia | Esquerra Unitària Europea/Esquerra Verda Nòrdica (GUE/NGL)    | 2                          |
| Aliança Progressista de Socialistes i Demòcrates (S&D) | L'Esquerra (LS) Comprende membres de L'Altra Europa, Convergència Socialista, èViva, Partit del Sud, PRC, SI e Transform! Italia | 1                                                             |                            |
|                                                        | Europa Verda (EV) Comprende membres de Federació dels Verds, Green Italia, Possible e Verdi–Grüne–Vërc                           | Els Verds/Aliança Lliure Europea (Verdi/EFA)                  | 1                          |
| Aliança Progressista de Socialistes i Demòcrates (S&D) | Europa Verda (EV) Comprende membres de Federació dels Verds, Green Italia, Possible e Verdi–Grüne–Vërc                           | 1                                                             |                            |
|                                                        | +Europa (+Eu) Comprende membres de IiC, PDE Italia, PSI, PRI, Pulla Popular e Team Köllensperger                                 | Aliança dels Liberals i Demòcrates per Europa (ALDE)          | 1                          |
| Europa de la Llibertat i la Democràcia Directa (EFDD)  | +Europa (+Eu) Comprende membres de IiC, PDE Italia, PSI, PRI, Pulla Popular e Team Köllensperger                                 | 1                                                             |                            |
|                                                        | Partit Popular del Tirol del Sud (SVP) Comprende membres de PATT e SSk                                                           | Grup del Partit Popular Europeu (PPE)                         | 1                          |
|                                                        | El Poble de la Família-Alternativa Popular (PdF-AP)                                                                              | ningú                                                         | 0                          |
|                                                        | Partit Comunista (PC) | ningú                                                         | 0                          |
|                                                        | CasaPound Italia-Destres Unides (CPI-DU)                                                                                         | ningú                                                         | 0                          |
|                                                        | Força Nova (FN) | ningú                                                         | 0                          |
|                                                        | Populars per l'Itàlia (PpI) Comprende membres del nou CDU e della DC                                                             | ningú                                                         | 0                          |
|                                                        | Partit Pirata (PP) | ningú                                                         | 0                          |
|                                                        | Partit Pensament i Acció (PPA)                                                                                                   | ningú                                                         | 0                          |
|                                                        | Partit Animalista Italià (PAI)                                                                                                   | ningú                                                         | 0                          |
|                                                        | Autonomies per l'Europa (ApE) Comprende membres de ALPE, EPAV. Stella Alpina, UV e UVP                                           | ningú                                                         | 0                          |

## Risultati

Els partits més grans als municipis i les províncies.

| Liste                          | Liste                                               | Partit europeu                 | Grup europeu                   | Vots       | %     | Escons  | Diferència | Diferència |
| Liste                          | Liste                                               | Partit europeu                 | Grup europeu                   | Vots       | %     | Escons  | %          | Escons     |
| ------------------------------ | --------------------------------------------------- | ------------------------------ | ------------------------------ | ---------- | ----- | ------- | ---------- | ---------- |
|                                | Lega per Salvini premier (LSP)                      | ID                             | ID                             | 9.175.208  | 34,26 | 28 / 76 | 28,11      | 23         |
|                                | Partit Democràtic - Som Europeus (PD-SE)            | PSE                            | S&D                            | 6.089.853  | 22,74 | 19 / 76 | 18,07      | 12         |
|                                | Moviment 5 Estrelles (M5S)                          | –                              | No iscrits                     | 4.569.089  | 17,06 | 14 / 76 | 4,11       | 3          |
|                                | Força Italia (FI)                                   | PPE                            | PPE                            | 2.351.673  | 8,78  | 6 / 76  | 8,03       | 7          |
|                                | Germans d'Itàlia (FdI)                              | ECR                            | ECR                            | 1.726.189  | 6,44  | 5 / 76  | 2,77       | 5          |
|                                | +Europa - Itàlia in Comù - PDE Itàlia (+Eu-IiC-PDE) | ALDE                           | -                              | 833.443    | 3,11  | –       | nou        | nou        |
|                                | +Europa - Itàlia in Comù - PDE Itàlia (+Eu-IiC-PDE) | PDE                            | -                              | 833.443    | 3,11  | –       | nou        | nou        |
|                                | Europa Verda (EV)                                   | PVE                            | -                              | 621.492    | 2,32  | –       | nou        | nou        |
|                                | L'Esquerra (LS)                                     | PEL                            | -                              | 469.943    | 1,75  | –       | nou        | nou        |
|                                | Partit Comunista (PC)                               | IPCOE                          | -                              | 235.542    | 0,88  | –       | nou        | nou        |
|                                | Partit Animalista Italià (PAI)                      | APEU                           | -                              | 160.270    | 0,60  | –       | nou        | nou        |
|                                | Südtiroler Volkspartei (SVP)                        | PPE                            | PPE                            | 142.185    | 0,53  | 1 / 76  | 0,03       | =          |
|                                | El Poble de la Família-Alternativa Popular (PdF-AP) | PPE                            | -                              | 114.531    | 0,43  | –       | nou        | nou        |
|                                | CasaPound Italia-Destres Unides (CPI-DU)            | AEMN                           | -                              | 89.142     | 0,33  | –       | nou        | nou        |
|                                | Populars per l'Itàlia (PpI)                         | PPE                            | -                              | 80.553     | 0,30  | –       | nou        | nou        |
|                                | Partit Pirata (PP)                                  | PPEU                           | -                              | 60.809     | 0,23  | –       | nou        | nou        |
|                                | Força Nova (FN)                                     | APL                            | -                              | 41.077     | 0,15  | –       | nou        | nou        |
|                                | Autonomies per l'Europa (ApE)                       | -                              | -                              | 17.692     | 0,07  | –       | nou        | nou        |
|                                | Partit Pensament i Acció (PPA)                      | –                              | –                              | 5.041      | 0,02  | –       | nou        | nou        |
| Total                          | Total                                               | Total                          | Total                          | 26.783.732 | 100   | 73      |            |            |
| Vots no vàlids o en blanc      | Vots no vàlids o en blanc                           | Vots no vàlids o en blanc      | Vots no vàlids o en blanc      | 994.450    |       |         |            |            |
| Paperetes impugnades           | Paperetes impugnades                                | Paperetes impugnades           | Paperetes impugnades           | 2.673      |       |         |            |            |
| Votants (participació: 54,50%) | Votants (participació: 54,50%)                      | Votants (participació: 54,50%) | Votants (participació: 54,50%) | 27.780.855 |       |         |            |            |
| Votants registrats             | Votants registrats                                  | Votants registrats             | Votants registrats             | 50.977.280 |       |         |            |            |

- Les 3 escons addicionals que corresponien a Itàlia s'han atribuït a la Lliga, Forza Italia i Fratelli d'Italia (un escons cadascuna). Així doncs, aquestes llistes han obtingut en conjunt 29, 7 i 6 escons, respectivament.

### Participació
| Circoscrizioni | Circoscrizioni | Circoscrizioni | Circoscrizioni           | Circoscrizioni | Circoscrizioni | Circoscrizioni | Circoscrizioni | Circoscrizioni | Circoscrizioni | Circoscrizioni | Circoscrizioni | Circoscrizioni | Circoscrizioni | Circoscrizioni |
| NORD-OEST | NORD-OEST      | NORD-OEST      | NORD-EST                 | NORD-EST       | NORD-EST       | CENTRE         | CENTRE         | CENTRE         | SUD            | SUD            | SUD            | ILLAS          | ILLAS          | ILLAS          |
| --- | -------------- | -------------- | ------------------------ | -------------- | -------------- | -------------- | -------------- | -------------- | -------------- | -------------- | -------------- | -------------- | -------------- | -------------- |
| Ligúria | 58,50%         | 2,20%          | Emília-Romanya           | 67,30%         | 2,68%          | Laci           | 53,33%         | 3,05%          | Abruços        | 52,61%         | 11,52%         | Sicília        | 37,51%         | 5,37%          |
| Llombardia | 64,10%         | 2,33%          | Friül - Venècia Júlia    | 57,04%         | 0,59%          | Marques        | 62,14%         | 3,46%          | Basilicata     | 47,30%         | 2,15%          | Sardenya       | 36,25%         | 5,75%          |
| Piemont | 64,67%         | 2,77%          | Trentino - Tirol del Sud | 59,88%         | 7,18%          | Toscana        | 65,76%         | 0,95%          | Calàbria       | 44,02%         | 1,74%          |                |                |                |
| Vall d'Aosta | 51,91%         | 2,33%          | Vèneto                   | 63,69%         | 0,24%          | Úmbria         | 67,69%         | 2,81%          | Campània       | 47,62%         | 3,46%          |                |                |                |
| |                |                |                          |                |                |                |                |                | Molise         | 53,27%         | 1,48%          |                |                |                |
| Pulla | 49,79%         | 1,73%          |                          |                |                |                |                |                |                |                |                |                |                |                |
| Total | 62,66%         | 3,32%          | Total                    | 62,46%         | 2,01%          | Total          | 58,35%         | 3,45%          | Total          | 46,47%         | 5,23%          | Total          | 34,86%         | 7,58%          |
| Participació dels italians residents a la Unió Europea: 7,62% Total a Itàlia: 56,09% Total incloent els residents a la Unió Europea: 54,50% Fonte: «Dades oficials». Ministeri de l'Interior. Arxivat de l'original el 2019-06-05. [Consulta: 4 desembre 2023]. |                |                |                          |                |                |                |                |                |                |                |                |                |                |                |

### Mapes de resultats

Lega
Partit Democràtic
Moviment 5 Estrelles
Força Itàlia
Germans d'Itàlia
+Europa
Europa Verda
L'Esquerra
Distància entre les dues primeres llistes
Repartiment dels escons per circumscripció